# Révay László
Báró szklabinai és blatnicai, trebosztói Révay László (Madocsán, 1600. február 7. – 1667) hadi főbiztos, várkapitány.

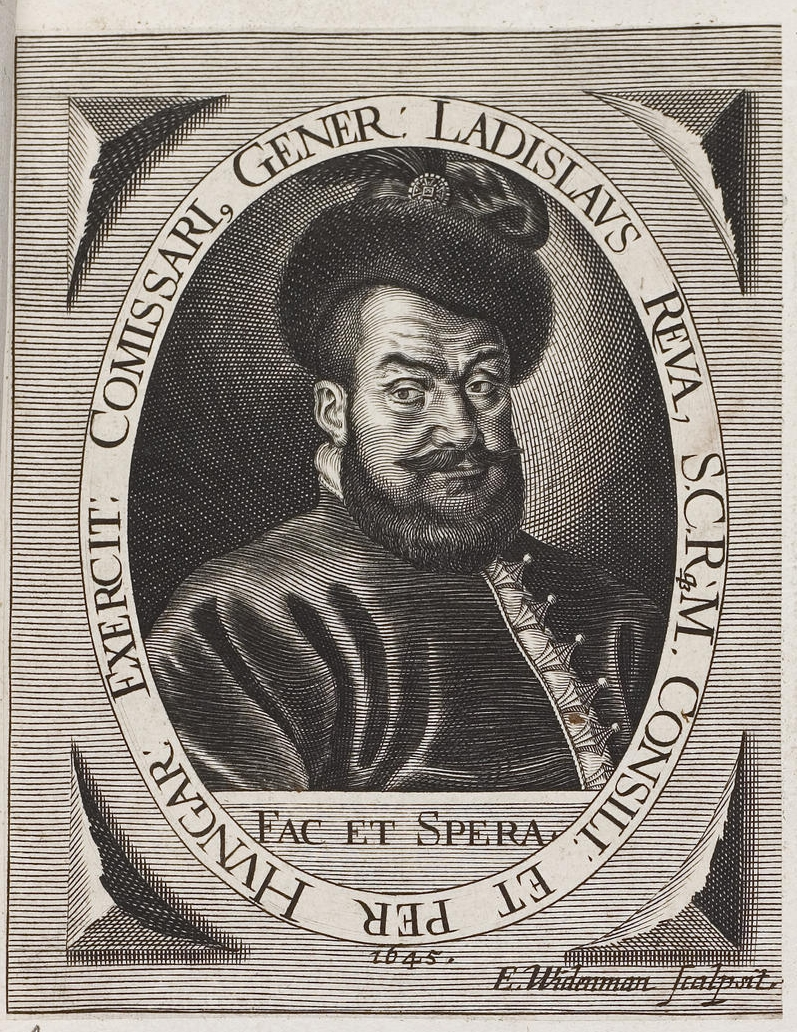
Révay László arcképe

## Élete
Rivai és trebosztói Révay Márton turóci alispán (aki maga is családi naplót írt és 1630. szeptember 20-án halt meg) és galánthai Esterházy Zsófia gyermekeként született. Már  hatéves korában a szentpéteri iskolába kezdett járni, 1610-ben a turócszentmártoni iskolába adták szülői; 1614-ben Körmöcre került, 1615. november 25-én két öccsével együtt a bártfai iskola tanulója lett és ott tanult 1618. július 23-ig, amikor szülői hazavitték őt.
Kitűnő befolyással volt reá azon gyakorlati életiskola, melyet 1619 tavaszától anyai nagybátyja Eszterházy Miklós, akkor Zólyom megyei főispán mellett mint apród Zólyomban töltött; aki őt csakhamar titkárságra emelte és mint királyi biztos a Bethlen Gáborral történt békealkudozásokra magával vitte Nagykárolyba. Innen Révay Pozsonyba ment édesanyja halálos ágyához. Azonközben Bethlennel a háború ismét kiújult, de Révay nem mehetett ura után Lánzsérra, hanem kényszerítették, hogy Illésházy Gáspárral menjen a besztercebányai gyűlésre. "Ott értvén, ezek saját szavai, hogy Bethlen szolgájává akarta tenni, egyébiránt el nem kerülhettem, hanem portai utat kellett előmbe vennem. Mivel szintén akkor Dóczi István uram Rimay Jánossal az hat confoederatus ország követeivel együtt affelé expediáltattak, ez alkalmatossággal Dóczi uram mellé advám magamat, elmentem." A 20 éves ifjú, aki tán szivesebben ment Bethlen részén is a keleti útra, mint ahogy később naplójába jegyezte, 1620. augusztus 28-án indult Konstantinápolyba útjára és november 14-én érkezett oda; és onnan nem csekély tapasztalatokkal jött 1621. május 20-án Erdélyen keresztül haza. Július 25-én már Zsarnócán (Bars megye) volt, ahonnan Dóczi őt haza küldötte, és július 26-án haza is ért Trebosztóra (Turóc megye).
Még ugyanazon évben ismét visszatért nagybátyjához, Eszterházyhoz Kismartonba és mellette maradt nyolc évig. Eszterházy Miklóst 1622-ben országbiróvá és 14 nappal később érsekújvári és a hegyaljai végházak főkapitányává nevezték ki, 1625-ben pedig nádorrá választották. Révaynak tehát a nagy ember mellett bő alkalma volt magát az országos ügyek kezelése iránt tájékoztatni, alaposan kiképezhetni s mint országos főkapitány mellett a hadi téren is tapasztalatokat gyűjteni.
1623. november 9-én részt vett az érsekújvárról visszavonuló boszniai török had megtámadásában Nyárhídnál, midőn 2015 rabot megszabadított és 50 000 forintnál értékesebb zsákmányt ejtett; de részt vett november 30-án azon csatában is, melyben Csúznál, Turénál az egri, kanizsai török hadat a magyarok győzelmesen megverték és ismét tetemes zsákmányt ejtettek. 1626-ban mint királyi biztost küldötte a nádor a morvai szorosok őrzésére, ahol Mansfeld ellen harcolt. Nagybátyja befolyásának tulajdonítható, hogy 1627. április 30-án protestánsként áttért a római katolikus egyházba. 1629 augusztus elhagyta a nádor udvarát.
1630. június 30-án feleségül vette homonnai Drugeth Erzsébetet. 1632-ben Beckó várának kapitánya volt. 1635-ben testvérével együtt báróságra emelték.
1638-ban III. Ferdinánd királyi biztossá nevezte ki és húsvét előtt négy zászlóalj muskatérossal küldötte őt Szatmárba. Midőn 1644-ben II. Rákóczi György a svédekkel szövetkezve III. Ferdinánd ellen hadat indított, Révayt az egész magyar és német hadsereg mellé tábori főbiztosul nevezték ki és március 22-én Galgócon táborba szállott; a nádor szeptember 26-án őt bízta meg, hogy Hódossy Ferenc elpártolt várkapitányt Lednic várában ostromolja, aki november 4-ig folyt ostrom után megadta magát. 1647-ben az ország határainak megvizsgálására biztosul, úgy a lengyel királyhoz követségbe volt kinevezve. 1648-ban a pozsonyi vár kapitánya lett és a város közti határkérdések eligazítására küldte ki a király.
Az 1655-ös országgyűlésen szintén a határvizsgáló-bizottság egyik tagjául és a római császárhoz küldött követségnek is tagjául választották. Érdemei elismeréseül és szenvedett temérdek kárának pótlásául a király még ez évben 114 gyémánttal ékített drága művet (násfát) ajándékozott és 3000 forintot utalványozott neki.
1666-ban tett végrendeletet, melyből kitűnik, hogy a beckói, vágbesztercei, trencséni, csejtei, nyitrai és trebosztói (Turóc megye) uradalmak részein kívül Szent-György vár és uradalomnak egy felét (Pest megye), Liska uradalmat Lengyelországban, továbbá Panyit, Beregszegh, Tót-Soók, Galgócz és Bori helységbeli részeket szerzett. Meghalt 1667-ben és előbb kimúlt hitvese mellé temették a beckói plébániatemplomba.
Korának eseményeiről naplót írt, melyet később ki is adtak.

## Családja
1630. június 3-án feleségül vette homonnai Drugeth Erzsébetet, aki 12 gyermeket szült neki:
- Ágnes (1631)
- Mária Magdolna (1632-1640)
- Franciska (1634-1661)
- Krisztina (1635-?)
- Elek (1636-?)
- Veronika (1638-1640)
- Tamás (1641-?)
- Klára (1642-?)
- László (1648-?)
- Zsigmond (1649-?)
- Julianna (1651-?)
- Tamás (1657-?)